# Andrena rubecula
Andrena rubecula är en biart som beskrevs av Warncke 1974. Andrena rubecula ingår i släktet sandbin, och familjen grävbin. Inga underarter finns listade i Catalogue of Life.